# Сидибе, Адама
Адама Сидибе (англ. Adama Sidibeh; 25 июня, 1998, Серекунда) — гамбийский футболист, нападающий клуба «Сент-Джонстон» и национальной сборной Гамбии.

## Карьера

### Клубная
Начинал свою карьеру на родине, пока в 2022 году Сидибе не переехал к своей семье в Англию. В первое время на новом месте выступал за ряд любительских коллективов, пока он не попал в поле зрения клуба шотландского Премьершипа «Сент-Джонстон». 1 февраля 2024 года форвард подписал с ним контракт.

### В сборной
За сборную Гамбии Адама Сидибе дебютировал 8 июня 2024 года в товарищеском матче против Сейшел. Выйдя на замену в середине второго тайма вместо Мухаммеда Бабадоси, нападающий сумел отличиться забитым голом на 78-й минуте, который установил окончательный счет в игре (5:1).